# Australia en los Juegos Olímpicos de la Juventud 2010

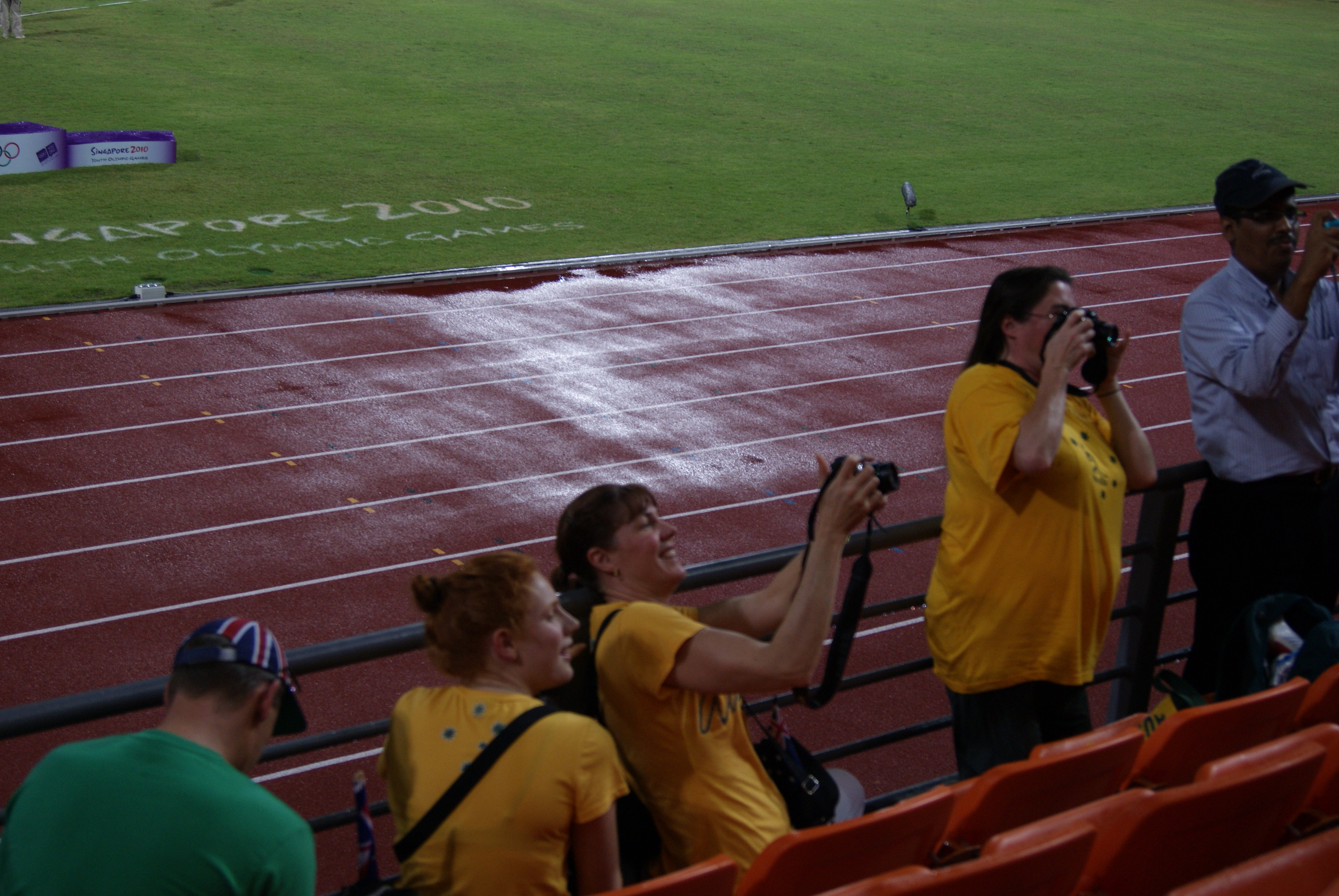
Atletismo en los Juegos Olímpicos de Verano de la Juventud de 2010, celebrados en el Estadio Bishan, Singapur.

Australia ganó 29 medallas en Singapur 2010

## Medallero
| País      | Oro | Plata | Bronce |
| --------- | --- | ----- | ------ |
| Australia | 8   | 13    | 8      |

### Participantes australianos
Australia presentó 100 atletas en los Juegos.